# Evelio Rosero
Evelio José Rosero Diago (Bogotá, 20 de marzo de 1958) es un escritor y periodista colombiano. Sus mayores distinciones son: Premio Tusquets de Novela (2006). Premio Nacional de Literatura (2006). Ganador del Foreign Fiction Prize (2009) con Los ejércitos, otorgado por The Independent. Premio Nacional de Literatura (2014) por la Carroza de Bolívar. Premio ALOA (2019). Dinamarca, por Los Ejércitos.  

## Biografía
Evelio Rosero nació en Bogotá, el 20 de marzo de 1958 pero fue criado en San Juan de Pasto, ciudad andina, en el sur de Colombia, donde pasó la mayor parte de su infancia
Regresó a la capital ya adolescente; tanto sus estudios primarios como secundarios los hizo en establecimientos católicos.  Después siguió la carrera de Comunicación Social y Periodismo en la Universidad Externado de Colombia. 
Comenzó su carrera literaria publicando cuentos en las Lecturas dominicales de El Tiempo y el Magazín Dominical de El Espectador. En 1979, a sus 21 años, obtiene su primer reconocimiento literario —el Premio Nacional de Cuento Gobernación del Quindío— por el relato Ausentes, que publica el Instituto de Cultura en la antología 17 cuentos colombianos. Tres años después, obtiene en México el Iberoamericano de Libro de Cuentos Netzahualcóyotl, así como el de novela breve La Marcelina, de Valencia, España, por Papá es santo y sabio. En este punto, Rosero viaja a Europa, en donde reside primero en París y luego en Barcelona.
Se inicia en la novela con la trilogía Primera vez, conformada por Mateo solo (1984), Juliana los mira (1986) y El incendiado (1988), que ganó el II Premio Gómez Valderrama a la mejor novela publicada en el quinquenio de 1988-1992.
En este período concluye la colección Cuento para matar a un perro y otros cuentos (1989) y en 1996 incursiona en la literatura infantil con la novela Pelea en el parque, a la que seguirá otra recopilación de relatos: El aprendiz de mago (1992). Ese mismo año aparece su siguiente novela, Señor que no conoce la luna, tras la cual vendrá un período de trabajo en los géneros de cuento, Las esquinas más largas (1998), y teatro, Ahí están pintados (1998). En 2000 publica dos novelas más, Cuchilla y Plutón, y luego, Los almuerzos (2001) y Juega el amor (2002).
Juliana los mira la comenzó en París y la terminó en Barcelona, dos lugares en los que vivió unos años difíciles, según ha contado: en la capital francesa tuvo que "tocar la flauta, en el metro". En España "viví tres años a punta de vino, como llamábamos con los amigos al vino barato".
Un punto de inflexión en su trayectoria lo marca 2003, año en que, además de publicar el poemario Las lunas de Chía, lanza su novela más aclamada y galardonada hasta el momento, Los ejércitos, y el Ministerio de Cultura le otorga el Premio Nacional de Literatura como reconocimiento a toda una vida dedicada a la escritura. Esta obra obtuvo tres años más tarde el Tusquets de Novela y, como algunas otras anteriores, ha sido traducida a diversos idiomas. Además, 2009, el diario The Independent le otorgó el Foreign Fiction Prize, considerándola ese año el mejor libro de ficción traducido al inglés.

## Rosero y los géneros literarios
Rosero ha trabajado los principales géneros literarios: novela, cuento, poesía, teatro y ensayo, sin mencionar su labor como periodista. Su paso por estos géneros no se divide necesariamente por etapas, sino que, como él mismo lo dice, todos los elementos de su obra se encuentran interconectados, en el sentido de que apuntan en un mismo sentido, a un mismo producto. Los puentes entre los distintos elementos se pueden establecer de varias maneras, en algunos casos, como lo refiere el autor en varias entrevistas, una novela es el resultado de una ampliación de un cuento; es el caso de Juliana los mira, originada en un cuento titulado Juliana mirándolos que se convierte en novela luego de un proceso de revisión. 
En su artículo La creación literaria, habla de estas ampliaciones como el resultado de buscar explicarse y justificarse, por lo cual cada uno de sus cuentos podría verse como una “sinopsis involuntaria de novela”, en tanto existe la posibilidad de ampliarlos con el ánimo de “preguntarse y responderse”.  Rosero sugiere que el vínculo entre algunos de los elementos de su obra se da por una cuestión de cronología, de tal modo que, por ejemplo, sus poemas se podrían encadenar a la novela que hubiese escrito en el mismo período. 
De todas maneras, su relación con cada género no es siempre la misma; se podría hablar de fluctuaciones que estarían determinadas por las necesidades del autor. Así, por ejemplo, en una entrevista de 1988, Rosero habla de la colección de relatos que preparaba (se trataría de Cuento para matar un perro y otros cuentos) y dice querer distanciarse definitivamente del género una vez concluida. Sin embargo, en 1992 se publica El aprendiz de mago, cuya aparición refleja un cambio en las perspectivas del autor, por lo menos con respecto al género. Este cambio podría explicarse a partir de su relación con la literatura infantil, tomando en consideración que en 1991 saca Pelea en el parque. No obstante, vale la pena señalar que en la entrevista referida Rosero asegura sentirse más cómodo en la novela, que define como un “terreno sin fronteras” en el que “uno se puede mover en todas las direcciones”.

## Cuento infantil
El tema de la literatura infantil en Rosero es interesante cuando se piensa en la representación de los niños en todas sus obras, pues esta tiende a desidealizar la infancia como un espacio de felicidad incorrupta, para mostrar el sufrimiento y la crueldad que se pueden llegar a experimentar durante este período. De esta forma, se crea un vínculo entre la trilogía Primera vez y algunos de sus cuentos infantiles que va más allá de cuestiones como la de personajes que se repiten entre obras, asunto abordado por el autor en la revista estadounidense BOMB en 2010.
Pelea en el parque (1991) presenta a siete niños enfrentados entre ellos por el deseo de utilizar un columpio. Rosero se vale de esta situación para abordar el tema de las jerarquías de poder que se juegan en la niñez a partir de características como la debilidad y la fortaleza. A medida que avanza la narración, los personajes se van dibujando en su complejidad, de tal forma que se hace difícil decir quién es bueno y quién es malo. El final de la historia muestra cómo no hay reconciliación tras el enfrentamiento, teniendo en cuenta, además, que no hay intervención adulta en el conflicto, sino que la realidad se presenta implacable. Sin embargo, el relato fue reeditado, posiblemente por razones de censura, logrando que en la segunda versión la historia termine con una reconciliación de los personajes.
Rosero considera que el cuento infantil es un reto que puede conducir a un acercamiento a algo que llama “literatura transparente”, “…el arte literario sin demandas de tipo filosófico, o estilístico, o planteamientos ideológicos”. También habla de las críticas que le hacen a su literatura infantil, especialmente provenientes de pedagogos que consideran que mejor debería ser literatura para adolescentes debido a sus contenidos de violencia. El autor responde a estas críticas mostrando cómo la lectura que los niños hacen de esos episodios “violentos” entiende la violencia de un modo distinto y, de alguna forma, libera a los episodios de esta. Por otra parte, señala que la virtud de sus relatos está en que constantemente cuestionan la violencia que presentan.

## Novela
La novelística de Evelio Rosero es probablemente la parte más leída de su obra y está conformada, hasta el momento, por 13 novelas. Entre las más reconocidas se pueden mencionar Mateo solo (1984), Juliana los mira (1986), El incendiado (1988), Señor que no conoce la luna (1992), En el lejero le va bien (2003), Los ejércitos (2006), La carroza de Bolívar (2012) y "Toño Ciruelo" (2017). El autor dice en La creación literaria que, independientemente del nivel de ficcionalidad de sus novelas, su mayor interés es que estas se le presenten como un conjunto verídico, cuestión que, por supuesto, está mediada por su experiencia interior.
Como se ha analizado en algunos trabajos críticos, las novelas de Rosero se pueden vincular a partir de ejes temáticos. Los más tratados son el de la destrucción y descomposición del universo del héroe, así como la relación de las obras con la realidad nacional en cuanto a procesos de violencia y reconstrucción de memoria. El mismo autor señala un vínculo entre dos de sus novelas cuando habla de una suerte de evolución que articula la relación entre En el lejero le va bien y Los ejércitos, y que tiene que ver con el miedo del ciudadano frente a la experiencia de la ciudad. En la novelística de Rosero, efectivamente, la descomposición del universo del héroe se puede ver en varias instancias, desde las más íntimas, como la casa, hasta la relación del individuo con la sociedad, o el pueblo o ciudad que habite. Paula Andrea Marín ha establecido vínculos entre las novelas del autor a partir de cuatro centros temáticos: el espacio ambiguo de la casa, la percepción de un locus amoenus también ambiguo, la presencia de una temporalidad que parece inalterable y la presencia de la muerte.
Primera vez 
La trilogía Primera vez, conformada por sus primeras novelas, se constituye a partir de vínculos entre las mismas y no sólo gracias a las similitudes temáticas. Según explica Rosero, el mundo de Mateo (personaje de Mateo solo) es “definitivamente enfrentado” en El incendiado; y “las ensoñaciones de la hermana de Mateo, ligeramente esbozadas, son la causa de Juliana los mira”. En otra entrevista, asegura que Mateo solo es el resultado de mitad experiencia, mitad imaginación, ficción y proceso literario; mientras que con El incendiado parte de “…una realidad total como base. Todas esas experiencias fueron vividas por mí, por mis amigos del colegio, o por conocidos que me las refirieron”.
El elemento más notorio de las tres novelas es que comparten narradores infantiles, lo cual se puede pensar a partir de las cuestiones ya indicadas en la sección de literatura infantil. Las lecturas de este elemento varían dentro de la crítica. Paula Marín plantea que la desidealización de la infancia convierte las novelas en una forma de hacer memoria sobre la misma, permitiéndole actuar como un “recuerdo movilizador de la temporalidad y (convirtiéndola) en una posibilidad de elaborar un pacto simbólico, aunque mínimo. De esta manera, Rosero detiene el proceso de abuso de la memoria y propone una cura para su herida, un perdón”. Jaime Mejía Duque analiza la construcción del narrador en Mateo solo, indicando, entre otras cosas, el modo en que los procesos que cumplen los distintos personajes se entienden a partir de las observaciones de Mateo, dinámica dentro de la cual el hecho de que el narrador sea un niño estaría ejerciendo una mediación. Por otro lado, Mejía Duque dice que la narración se encuentra marcada por un extrañamiento en la voz del narrador, que sería el resultado de una tendencia cosificante en el trato que le brindan los demás personajes, de tal forma que Mateo estaría ejerciendo un acto de resistencia a la cosificación en su narración, lo cual vuelve al tema de la desidealización de la infancia.
Señor que no conoce la luna
Esta novela de 1992 tiene como narrador un personaje que desde su encierro en un armario sigue los acontecimientos de una casa que, como todos los elementos de la obra, parece ubicarse en un plano de lo no-real: no hay nombres ni marcas temporales. La narración, un monólogo pocas veces interrumpido, se mueve, además, en torno a una relación de poder entre los “vestidos” (“ellos”) y los “desnudos”, en donde los primeros tiranizan a los segundos, siendo el narrador un “desnudo” rechazado, cuya mirada a través del agujero en el armario está marcada por el resentimiento.
En La creación literaria, Rosero habla de esta obra como un intento de novela histórica sobre el caudillo Agustín Agualongo, pero asegura que aparte del “autor y sus sueños de manos despidiéndose” es difícil encontrar un punto de referencia histórica dentro de la novela. Dice el escritor: “Podría escribir la novela de Agualongo, claro, si me lo propongo, con la terquedad característica de los novelistas, pero nunca quedaría satisfecho. Admiro sinceramente a los novelistas que logran apropiarse con objetividad del asunto histórico, del personaje o personajes en cuestión, pero también los deploro; de una u otra manera están encadenados, y yo no puedo encadenarme a nada, ni a nadie”.
Los ejércitos
La novela narra la historia de Ismael Pasos, un anciano que vive con su esposa Otilia hace cuarenta años en San José, un pueblo que, aunque ficticio, bien puede representar cualquier pueblo de Colombia. Una mañana, Ismael vuelve de un paseo y descubre que su pueblo ha sido arrasado por el ejército, decide entonces quedarse para buscar a Otilia, tras lo cual llegará a ser testigo de hechos que develan las complejas dinámicas de violencia que asuelan al país, provenientes de varios frentes: el ejército, la guerrilla, los paramilitares, los narcotraficantes, y padecidas por todos los anteriores más la población civil. Así, la novela dibuja un movimiento que va de un mundo casi idílico a uno de horror y sufrimiento. Mónica del Valle llama la atención sobre la forma en que Los ejércitos, al hablar de una violencia que es actual, pero que bebe de múltiples violencias pasadas, la presenta en su sinsentido, además de dar cuenta de la experiencia colectiva que tiene la población de la misma.
En una entrevista telefónica, en la que se le informó que había ganado el premio Tusquets, el autor dijo que su principal interés con la novela no había sido el de exponer los motivos ideológicos detrás de las luchas armadas, sino el de presentar un panorama de las consecuencias humanas de las mismas. De igual manera, en declaraciones próximas al recibimiento del galardón, Rosero recordó que la novela se basa en hechos totalmente reales, cotidianos, tomados de la prensa nacional y en relación con fenómenos como el secuestro y el desplazamiento.
La carroza de Bolívar
Esta novela, presentada en el Hay Festival de Cartagena de Indias (enero de 2012) Rosero "destroza el mito del Libertador", aunque el mismo escritor afirme: "No es mi propósito desmitificar a Bolívar. Solamente decir la verdad, respecto de una mentira que se ha prolongado e hinchado durante 200 años".

## Rosero y la realidad nacional
Volviendo al tema de la destrucción y descomposición del universo del héroe, el autor afirma que tanto esta característica de sus novelas, como la "locura" que conduce a la incomunicación en algunos de sus protagonistas, son resultado inevitable de la experiencia cotidiana en Colombia. Sobre las relaciones de sus obras con la realidad nacional se han dicho diferentes cosas. Si se trata de pensarlo en términos de "inspiración", el autor ha afirmado que, por ejemplo, su memoria sobre el lugar en donde pasó la infancia (Nariño) marca las representaciones de los pueblos que aparecen en sus novelas y, en general, de lo rural en ellas. La representación de Bogotá, como metrópoli opuesta a lo rural, sería, por el contrario, una construcción a partir de experiencias en varias ciudades (París, Barcelona). También se refirió en 1988 a su "exilio" en Barcelona diciendo que la distancia implica otra forma de acercamiento al país, mediante el desarrollo de lo que se escribe.
Paula Marín, en su citado artículo, analiza el modo en que las novelas de Rosero pueden estar reinterpretando heridas históricas nacionales, evitando un estancamiento en los recuerdos negativos e impulsando una movilización histórica. La autora también hace un recorrido por las novelas de Rosero para ejemplificar el modo en que la casa se presenta como un espacio violentado que posibilita un proceso negativo de constitución del Yo colombiano.
La perspectiva del autor sobre este problema se puede pensar a partir de una respuesta a algunas críticas que se le hacen a la representación de la realidad en sus novelas, según las cuales ésta se realiza bajo una mirada exterior que contiene oculto un orden moral; Rosero responde: "... toda novela es consecuencia de la realidad, pero también es crítica, es modificante del mundo, es un testigo activo".

## Rosero y el que hacer literario
Rosero afirma que la diferencia entre autores y estilos se produce al nivel del “tono” y algo que él llama “vértigo”, y no al nivel de los temas. La palabra “vértigo” designa su experiencia personal frente a la escritura: una “sensación de hundimiento” que requiere de la conclusión de la obra para evitar hundirse. También se encuentra una amplia caracterización de lo que considera es el escritor: un “transportador de mundos”; “muñeco de ventrílocuo”; un individuo que si bien es resultado de su entorno, se encuentra “aislado en la página en donde interroga al mundo”.
Con respecto a su relación con tradiciones o corrientes literarias, el autor ha dicho no seguir ninguna tendencia, escuela o innovación, en el sentido de que no le preocupan. "Escribo según las situaciones o escenas que me plantee la obra, la realidad directa o la imaginación, que es, por supuesto, una consecuencia de la realidad...". Esta perspectiva no varía mucho en veinte años, pues en 2010 se evidencia que para Rosero el valor literario se mide en un sentido universal, de modo tal que dice ser consciente de las corrientes que tuvieron influencia en su obra en algunos momentos, pero no por esto las circunscribe a ellas.

## Obra publicada
Novela
- El eterno monólogo de Llo (poema novelado), Testimonio, Medellín, 1981
- Mateo solo, Entreletras, Villavicencio, 1984
- Juliana los mira, Anagrama, Barcelona, 1987
- El incendiado, Planeta, Bogotá, 1988
- Papá es santo y sabio (novela corta), Carlos Valencia, Bogotá, 1989
- Señor que no conoce la luna, Planeta, Bogotá, 1992
- Las muertes de fiesta, Planeta, Bogotá, 1995
- Plutón, Espasa-Calpe, Madrid, 2000
- Los almuerzos, Universidad de Antioquia, Medellín, 2001
- En el lejero, Norma, Bogotá, 2003
- Los ejércitos, Tusquets, Barcelona, 2006
- La carroza de Bolívar, Tusquets, Barcelona, 2012
- Plegaria por un papa envenenado, Tusquets, Barcelona, 2014
- Toño Ciruelo, Tusquets, Barcelona, 2017
- Casa de furia, Bogotá, Alfaguara, 2021

Cuento
- Cuento para matar a un perro (y otros cuentos), Carlos Valencia, Bogotá, 1989
- 34 cuentos cortos y un gatopájaro, selección de textos que publicó en varios medios colombianos entre 1978 y 1981; Destiempo, Bogotá, 2013
- Cuentos Completos, Tusquets, 2019

Poesía
- Las lunas de Chía, Fondo Editorial Universidad Eafit, Medellín, 2004

Literatura infantil y juvenil
- El trompetista sin zapatos y otros cuentos para poco antes de dormir, Renacuajo dorado, Medellín, 1990
- Pelea en el parque, Editorial Magisterio, Bogotá, 1991
- El aprendiz de mago, Colcultura, Bogotá, 1992
- El capitán de las tres cabezas, Magisterio, Bogotá, 1995
- El aprendiz de mago y otras historias de miedo, Panamericana Editorial, Bogotá, 1996
- Para subir al cielo, Magisterio, Bogotá, 1997
- Ahí están pintados (teatro), Panamericana, Bogotá, 1998
- Las esquinas más largas, Panamericana, Bogotá, 1998
- Cuchilla, Norma, Bogotá, 2000
- La duenda, Universidad Pontificia Bolivariana, Medellín, 2001
- Teresita cantaba, Confamiliar, Barranquilla, 2001
- El hombre que quería escribir una carta, Norma, Bogotá, 2002
- La pulga fiel, Panamericana, Bogotá, 2002
- Juega el amor: una fábula, Panamericana, Bogotá, 2002
- La flor que camina, Panamericana, Bogotá, 2005
- Los escapados, Norma, Bogotá, 2007
- Las moneditas de oro, Panamericana, Bogotá, 2010
- La princesa calva, Panamericana, Bogotá, 2011

## Premios y reconocimientos
- Premio nacional de cuento "Gobernación del Quindío" 1979 con Ausentes
- Premio iberoamericano de libro de cuentos "Netzahualcóyotl" 1982 con Papá es santo y sabio
- Premio internacional de novela breve "La Marcelina" 1982 con Papá es santo y sabio
- Ganador de la beca Ernesto Sabato 1986 de ProArtes, Cali, para escribir El incendiado
- Finalista del Premio Herralde de Novela 1986 con Juliana los mira
- Segundo lugar del Premio Nacional del Libro Pedro Gómez Valderrama a la mejor novela publicada en el quinquenio de 1988-1992 con El incendiado
- Premio nacional de literatura 1992, Colcultura, en la categoría: cuento para niños, con El aprendiz de mago
- Premio latinoamericano de literatura infantil y juvenil Norma Fundalectura 2000, con Cuchilla
- Ganador del XI concurso Enka de literatura infantil 2001, del área andina, con La duenda
- Ganador del 9º. concurso de cuento infantil de Comfamiliar del Atlántico 2001, con Teresita Cantaba
- Premio nacional de literatura 2006, Ministerio de Cultura, en la categoría: cuento para público infantil, con Los escapados
- Ganador del Premio Tusquets de Novela 2006 con Los ejércitos
- Ganador del Foreign Fiction Prize 2009 con Los ejércitos, otorgado por The Independent en reconocimiento a la mejor obra traducida al inglés durante el último año[3]
- Premio nacional de literatura 2014, Ministerio de Cultura, en la categoría: Novela publicada por La carroza de Bolívar
- Ganador de la beca de la Fundación Antonio López Lamadrid, 2017, para la escritura de Toño Ciruelo